# Roy Halee
Roy Halee (Roy Decker Halee, Long Island, New York, 1934) is een Amerikaans muziekproducent en geluidstechnicus. Hij is vooral bekend om zijn samenwerking met Simon & Garfunkel.

## Biografie
Hij groeide op in Long Island, New York. Zijn vader, die ook Roy Halee heette, gaf eind jaren 40 de stem aan de cartoon Mighty Mouse.

## Geluidstechnicus
In de jaren 50 begon Halee als geluidstechnicus bij Het Amerikaanse CBS Television en werkte mee aan televisieshows. Hij studeerde ook voor professioneel trompetspeler. Nadat Halee zijn baan verloor bij CBS, begon hij bij Columbia records. Eerst als geluidsbewerker ('editor'), daarna als geluidstechnicus. Hij nam onder andere op met The Lovin' Spoonful, The Dave Clark Five, Blood, Sweat & Tears, The Byrds en the Yardbirds. Als geluidstechnicus was hij ook samen met producer Tom Wilson betrokken bij Bob Dylan, onder andere bij zijn single 'Like a rolling stone'

## Simon & Garfunkel
Het was dezelfde Tom Wilson die hem in 1963 introduceerde aan Simon & Garfunkel, bij de eerste opnames van He Was My Brother, dat later op het album Wednesday Morning, 3 A.M. terechtkwam. In eerste instantie hadden Simon & Garfunkel Halee's naam niet onthouden, maar wel zijn enthousiasme en vakmanschap. Toen ze een week later terugkwamen naar de studio waar Halee werkte zochten ze naar 'die geluidstechnicus in die gele oxfordachtige kleding...'. Vanaf toen was het partnerschap begonnen en Halee werkte mee aan alle albums van Simon & Garfunkel. Hij ontdekte dat het unieke van de harmonieuze zang van Simon & Garfunkel het beste tot zijn recht kwam als de stemmen tegelijk op 1 microfoon werden opgenomen. Vaak verdubbelde hij die techniek, waardoor er opeens vier stemmen waren, die je echter als luisteraar niet kon horen, als je daar niet van wist. Die techniek gebruikte Halee ook bij Mrs. Robinson, waar hij in 1968 een Grammy Award voor ontving. Drie Grammy's volgden, voor het werk op het album Bookends en voor de single Bridge Over Troubled Water. Halee co-produceerde ook het gelijknamige album voor Paul Simon en het debuut voor Art Garfunkel, Angel Clare.
Samen met Simon reisde hij in 1985 naar Zuid-Afrika, om iets nieuws op te nemen 'dat nog niet geschreven was, we gingen erheen met niets, het was een gok, mensen dachten dat we gek waren', zegt Halee daarover. Het leidde tot het album Graceland. "Ik had een te gekke tijd daar, om deze gasten op te nemen. Voor zo iemand als ik, met mijn achtergrond was alles in het algemeen zo ordelijk georganiseerd. En hier stond ik in het pure, rauwe, het aardse van dit alles. Ik was in de zevende hemel!'. Na Graceland vertrok Halee wederom met Simon en zonder liedjes naar Brazilië en West-Afrika. Het resultaat was The Rhythm of The Saints, met 'allemaal conga's, bass drums, batas...alles wat je je maar kan voorstellen.'

## Trivia
- Art Garfunkel omschrijft Halee als de Rolls-Royce onder de geluidstechnici, en doelt daarmee op zijn hoge standaard wat betreft aandacht, tijd en zorg voor het opnameproces.[5].
- Halee vond het moeilijk om met Bob Dylan in de studio te werken, omdat deze vooral alles snel en chaotisch wilde opnemen. Zo wilde Dylan een zangpartij opnemen dicht bij de drum, waarbij Halee opmerkte: 'Hey, kijk, het is wat lastig om je te isoleren van de drums als je er net naast staat terwijl de drummer als een gek erop los ramt.'[6]